# Cavalleria rusticana (film din 1953)
Cavalleria rusticana (titlul original: în italiană Cavalleria rusticana) este un film dramatic italian, realizat în 1953 de regizorul Carmine Gallone. Filmul se bazează pe opera omonimă într-un singur act a lui Mascagni, în rolurile principale jucând actorii May Britt, Anthony Quinn, Ettore Manni și Kerima.
Piesa muzicală „Oh! che bell mestiere!”, este interpretată de Tito Gobbi părțile muzicale fiind susținute de orchestra și corul Operei din Roma.

## Conținut
Alfio, un soldat se întoarce acasă din război pentru a-și revendica fosta logodnică Santuzza, dar descoperă că ea s-a căsătorit cu altcineva în absența lui, ceea ce îl duce la gelozie, trădare și crimă.

## Distribuție
- Anthony Quinn – Alfio
- May Britt – Santuzza
- Kerima – Lola
- Ettore Manni – Turiddu
- Virginia Balestrieri – Mamma Lucia
- Umberto Spadaro – unchiul Brasi
- Grazia Spadaro – mătușa Camilla
- Mario Piazza
- Angelo Puglisi
- Marcello Bandieramonte
- Tito Gobbi – Alfio (voce)